# Al-Fajr (sura)
Al-Fajr “A Aurora” (do árabe: سورة الفجر) é a octagéssima nona sura do Alcorão e tem 30 ayats.